# Roman Polianskyi
Roman Polianskyi (en ukrainien : Роман Олександрович Полянський), né le 1er septembre 1986, est un rameur d'aviron handisport ukrainien, détenteur de deux titres de champion du monde, champion paralympiques à Rio de Janeiro  en 2016 et Pékin  en 2020.

## Distinctions

### Décorations ukrainienne
- Ordre du Mérite, 3e classe (2016).